# Òmicron de l'Àguila
Òmicron de l'Àguila (o Aquilae) és una estrella de la constel·lació de l'Àguila. La seva magnitud aparent és de +5,12. Està aproximadament a 63,2 anys llum de la Terra.
El component primari, o Aquilae A, és una groga-blanca del tipus F seqüència principal amb una magnitud aparent de +5,12. El seu company o Aquilae C, és de la magnitud catorzena, a 22,5 segons d'arc de la primària. Una tercera estrella pròxima, o Aquilae B, és una companya òptica.